# Campeonato de Duplas da BWF
O BWF Campeonato de Duplas é um título de luta livre profissional pertencente a BWF, sendo disputado exclusivamente pela divisão de equipes da companhia.
Os campeões são determinadas com a realização de combates de luta livre profissional, em que os vencedores de cada combate são pré-determinados por um roteiro. Até o presente mês de março de 2025, um total de dez lutadores conquistaram o título. Os primeiros campeões foram Bia & Mano John, e os atuais são Raio Negro e Yan Karlor.

## Reinados
Até 16 de março de 2025, houve sete campeões. Os campeões inaugurais foram Bia & Mano John. O reinado mais longo pertence a Kadu, que foi campeão individualmente. Até o momento Bia é a única mulher a ser campeã. O reinado mais curto é o dos atuais campeões, Hell Sweet Hell com 3540 em contagem.
| Reinado | O número de reinados para os lutadores específicos listados |
| Local   | A cidade em que o título foi ganho                          |
| Evento  | O evento promovido pela empresa em que o título foi ganho   |
| +       | Indica os dias do atual reinado em contagem                 |

| Nº | Campeões                                  | Reinado | Data                  | Dias com o título | Local         | Evento                    | Notas | Ref.  |
| -- | ----------------------------------------- | ------- | --------------------- | ----------------- | ------------- | ------------------------- | --- | ----- |
| 1  | Bia & Mano John                           | (1, 1)  | 15 de julho de 2012   | 307               | São Paulo, SP | BWF                       | | [ 1 ] |
| 2  | Kadu                                      | 1       | 18 de maio de 2013    | 477               | São Paulo, SP | BWF                       | Foi um combate 2-contra-1 handicap.                                                                      | [ 1 ] |
| 3  | Dante & Max Miller                        | (1, 1)  | 7 de setembro de 2014 | 365               | São Paulo, SP | BWF Sete de Setembro 2014 | Foi um combate 3-contra-2 handicap envolvendo A Cupula (Dillios & Tubarao Negro) como parceiros de Kadu. | [ 2 ] |
| 4  | Hell Sweet Hell (Nomade Touaregue & Toko) | (1, 1)  | 7 de setembro de 2015 | 775+              | São Paulo, SP | BWF Sete de Setembro 2015 | Foi um combate de ameaça tripla em equipes envolvendo Speed & Victor Boer.                               | [ 3 ] |